# セピアプテリンレダクターゼ
セピアプテリンレダクターゼ（sepiapterin reductase, SPR）は、次の化学反応を触媒する酸化還元酵素である。
7,8-ジヒドロビオプテリン + NADP+ {\displaystyle \rightleftharpoons } セピアプテリン + NADPH + H+
反応式の通り、この酵素の基質は7,8-ジヒドロビオプテリンとNADP+、生成物はセピアプテリンとNADPHとH+である。
組織名は7,8-dihydrobiopterin:NADP+ oxidoreductaseである。